# Mogneville
Mogneville är en kommun i departementet Oise i regionen Hauts-de-France i norra Frankrike. Kommunen ligger i kantonen Liancourt som tillhör arrondissementet Clermont. År 2022 hade Mogneville 1 495 invånare.

## Befolkningsutveckling
Antalet invånare i kommunen Mogneville
| Referens: INSEE |